# Overdose (brano musicale Exo)
Overdose è unun singolo del gruppo musicale EXO, pubblicato il 7 maggio 2014 come estratto dall'EP omonimo.

## Classifiche

### Classifiche settimanali
| Classifica (2014) | Posizione massima |
| ----------------- | ----------------- |
| Corea del Sud     | 2                 |

### Classifiche di fine anno
| Classifica (2014) | Posizione |
| ----------------- | --------- |
| Corea del Sud     | 18        |